# Trichomalopsis leguminis
Trichomalopsis leguminis är en stekelart som först beskrevs av Charles Joseph Gahan 1937.  Trichomalopsis leguminis ingår i släktet Trichomalopsis och familjen puppglanssteklar. Inga underarter finns listade i Catalogue of Life.